# Möckelö
Möckelö är en halvö och by i Jomala på Åland. Halvön har förbindelse till Mariehamn med en bro över Svibyviken. Möckelö har 648 invånare (2020).

## Etymologi
Namnet Möckelö är sammansatt av fornsvenskans mikil, mykil som betyder stor, och ö. Den stora ön.

## Geografi
Möckelö har Svibyviken i öster, Bursfjärden och i väster samt Torpfjärden och landförbindelse med Sviby i norr.

## Befolkningsutveckling
| Befolkningsutvecklingen i Möckelö 2000–2015 | Befolkningsutvecklingen i Möckelö 2000–2015 | Befolkningsutvecklingen i Möckelö 2000–2015 | Befolkningsutvecklingen i Möckelö 2000–2015 | Befolkningsutvecklingen i Möckelö 2000–2015 |
| ------------------------------------------- | ------------------------------------------- | ------------------------------------------- | ------------------------------------------- | ------------------------------------------- |
|                                             |                                             |                                             |                                             |                                             |
| År                                          |                                             |                                             | Folkmängd                                   |                                             |
| 2000                                        | 2000                                        |                                             | 151                                         |                                             |
| 2005                                        | 2005                                        |                                             | 194                                         |                                             |
| 2010                                        | 2010                                        |                                             | 231                                         |                                             |
| 2015                                        | 2015                                        |                                             | 305                                         |                                             |
| 2020                                        | 2020                                        |                                             | 648                                         |                                             |